# Supercopa de Campeones Intercontinentales
Die Supercopa de Campeones Intercontinentales (spanisch auch: Recopa Sudamericana, englisch Supercup of Intercontinental Champions) war ein südamerikanischer Fußballvereinswettbewerb, der lediglich zweimal (1968/69 und 1969/70) ausgespielt wurde. Startberechtigt waren die bis dato feststehenden südamerikanischen Gewinner des im deutschsprachigen Raum auch als Weltpokal bezeichneten Europa-Südamerika-Pokals. Der Wettbewerb diente auch als südamerikanische Qualifikation für den zur gleichen Zeit eingeführten Intercontinental Supercup.
Potenzielle Teilnehmer für die erste Auflage 1968/69 waren Peñarol Montevideo (Sieger des Weltpokals 1961, 1966), FC Santos (1962, 1963) und Racing Club (Avellaneda) (1967). Für die zweite Auflage wurde das Teilnehmerfeld um Estudiantes de La Plata (Sieger 1968) erweitert. Danach wurde, nicht zuletzt aufgrund des geringen Interesse der Klubs aus Europa am Intercontinental Supercup, auf eine weitere Austragung verzichtet.

## 1968/69
| Pl. | Verein                   | Sp. | S | U | N | Tore    | Diff. | Punkte |
| --- | ------------------------ | --- | - | - | - | ------- | ----- | ------ |
| 1.  | FC Santos                | 4   | 3 | 0 | 1 | 006:500 | +1    | 06:20  |
| 2.  | Peñarol Montevideo       | 4   | 2 | 1 | 1 | 007:200 | +5    | 05:30  |
| 3.  | Racing Club (Avellaneda) | 4   | 0 | 1 | 3 | 003:900 | −6    | 01:70  |

| Datum             |                    | Ergebnis |                    |
| ----------------- | ------------------ | -------- | ------------------ |
| 13. November 1968 | Peñarol Montevideo | 3:0      | Racing Club        |
| 19. November 1968 | FC Santos          | 2:0      | Racing Club        |
| 21. November 1968 | FC Santos          | 1:0      | Peñarol Montevideo |
| 16. April 1969    | Racing Club        | 2:3      | FC Santos          |
| 19. April 1969    | Peñarol Montevideo | 3:0      | FC Santos          |
| 22. Mai 1969      | Racing Club        | 1:1      | Peñarol Montevideo |

## 1969/70
| Pl. | Verein                   | Sp. | S | U | N | Tore    | Diff. | Punkte |
| --- | ------------------------ | --- | - | - | - | ------- | ----- | ------ |
| 1.  | Peñarol Montevideo       | 6   | 4 | 1 | 1 | 011:600 | +5    | 09:30  |
| 2.  | Racing Club (Avellaneda) | 6   | 3 | 2 | 1 | 006:500 | +1    | 08:40  |
| 3.  | Estudiantes de La Plata  | 5   | 1 | 1 | 3 | 005:700 | −2    | 03:70  |
| 4.  | FC Santos                | 5   | 1 | 0 | 4 | 005:900 | −4    | 02:80  |

| Datum             |                         | Ergebnis          |                         |
| ----------------- | ----------------------- | ----------------- | ----------------------- |
| 13. November 1969 | Racing Club             | 0:0               | Peñarol Montevideo      |
| 20. November 1969 | Estudiantes de La Plata | 0:1               | Racing Club             |
| 26. November 1969 | Peñarol Montevideo      | 3:1               | Estudiantes de La Plata |
| 29. November 1969 | Racing Club             | 2:1               | FC Santos               |
| 2. Dezember 1969  | Peñarol Montevideo      | 2:1               | FC Santos               |
| 4. Dezember 1969  | Estudiantes de La Plata | 3:1               | FC Santos               |
| 9. Dezember 1969  | FC Santos               | 0:2               | Racing Club             |
| 11. Dezember 1969 | FC Santos               | 2:0               | Club Atlético Peñarol   |
| 20. Dezember 1969 | Racing Club             | 0:0               | Estudiantes de La Plata |
| 23. Dezember 1969 | Peñarol Montevideo      | 4:1               | Racing Club             |
| 30. Dezember 1969 | Estudiantes de La Plata | 1:2               | Peñarol Montevideo      |
| 8. Januar 1970    | FC Santos               | nicht ausgetragen | Estudiantes de La Plata |